# Fortitudo Mozzecane Calcio Femminile 2014-2015
Questa voce raccoglie le informazioni riguardanti l'Associazione Sportiva Dilettantistica Fortitudo Mozzecane Calcio Femminile nelle competizioni ufficiali della stagione 2014-2015.

## Rosa
Rosa aggiornata al 10 maggio 2015.
| N. |                   | Ruolo | Calciatrice         |
| -- | ----------------- | ----- | ------------------- |
|    | Italia (bandiera) | P     | Elisa Begnoni       |
|    | Italia (bandiera) | C     | Alessandra Bindella |
|    | Italia (bandiera) | A     | Federica Boni       |
|    | Italia (bandiera) | D     | Silvia Caffara      |
|    | Italia (bandiera) | D     | Giulia Caliari      |
|    | Italia (bandiera) | A     | Zoe Caneo           |
|    | Italia (bandiera) | A     | Rossella Cavallini  |
|    | Italia (bandiera) | C     | Giorgia Ciresola    |
|    | Italia (bandiera) | D     | Lisa Faccioli       |
|    | Italia (bandiera) | C     | Anna Maselli        |
|    | Italia (bandiera) | A     | Anna Mecenero       |

| N. |                   | Ruolo | Calciatrice        |
| -- | ----------------- | ----- | ------------------ |
|    | Italia (bandiera) | P     | Francesca Olivieri |
|    | Italia (bandiera) | C     | Alessia Pecchini   |
|    | Italia (bandiera) | C     | Rachele Peretti    |
|    | Italia (bandiera) | A     | Francesca Rasetti  |
|    | Italia (bandiera) | A     | Giulia Rizzi       |
|    | Italia (bandiera) | D     | Francesca Salaorni |
|    | Italia (bandiera) | D     | Francesca Signori  |
|    | Canada (bandiera) | D     | Ashley Smith       |
|    | Italia (bandiera) | D     | Valentina Sossella |
|    | Italia (bandiera) | D     | Alessia Venturini  |

## Calciomercato

### Sessione estiva
|  |

| Cessioni | Cessioni       | Cessioni     | Cessioni   |
| R.       | Nome           | a            | Modalità   |
| -------- | -------------- | ------------ | ---------- |
| P        | Ylenia Colcera | Valpolicella | prestito   |
| D        | Irene Cordioli | Valpolicella | definitivo |

## Risultati

### Serie B

#### Girone di andata
| Bolzano 5 ottobre 2014 1ª giornata | Südtirol                 | 0 – 0 referto | Fortitudo Mozzecane | Campo Righi\| Arbitro: \| Fabiano Simone (Bologna) \| |
| Arbitro:                           | Fabiano Simone (Bologna) |               |                     |                                                       |

| Arbitro: | Massimiliano Aly (Lodi) |

|                                                       |           |             |
| Mascanzoni 8’ Capovilla 30’ Zanotti 84’ Boni 89’, 90’ | Marcatori | 48’ Rasetti |

| Arbitro: | Fantino (Nichelino) |

|                              |           |               |
| Baresi 26’ (rig.) Velati 75’ | Marcatori | 65’ Cavallini |

11 gennaio 2015, 13ª giornata: il Fortitudo Mozzecane riposa.

#### Girone di ritorno
| Arbitro: | Marco Acampora (Schio) |

|             |           |                                                   |
| Peretti 25’ | Marcatori | 38’, 83’ Dallagiacoma 65’ Pasqualini 75’ Vivirito |

| 25 gennaio 2015 Turno di riposo |  | – |  |  |

| Arbitro: | Niccolò Panozzo (Castelfranco Veneto) |

|                                 |           |                                          |
| Maselli 35’ Faccioli 88’ (rig.) | Marcatori | 2’ Tombola 47’ Carradore 75’ (rig.) Boni |

| Arbitro: | Betta (Bolzano) |

|                       |           |                                        |
| Maselli 52’ Rizzi 75’ | Marcatori | 4’ Ferrario 9’ Rizza 46’ (rig.) Baresi |

### Coppa Italia

#### Primo turno eliminatorio
Gara 10
| Arbitro: | Laura Ponso (Bassano del Grappa) |

|  |           |                                     |
|  | Marcatori | 17’ Giacinti 34’ Mauri 64’ Stracchi |

| Arbitro: | Francesco Croce (Novara) |

|                       |           |  |
| Mason 4’ Giacinti 86’ | Marcatori |  |

### Statistiche dei giocatori
Presenze e reti fatte e subite.